# 新潟西警察署
新潟西警察署（にいがたにしけいさつしょ）は、新潟県警察が管轄する警察署の一つである。

## 管轄区域
- 新潟市西区

## 所在地
- 新潟県新潟市西区小新4083-1

## 沿革
- 1876年（明治9年） - 大野屯所として発足
- 1877年（明治10年） - 新潟警察署大野分署、内野分署が設置される
- 1954年（昭和29年） - 警察法の改正により、内野警察署となる
- 1962年（昭和37年） - 新潟西警察署に改称
- 1992年（平成4年） - 現在地に新築移転（坂井砂山の先代庁舎は県警庁舎となり機動捜査隊、機動鑑識隊、自動車警ら隊（後に廃止）が使用→庁舎としても廃止（廃止年不明）2022年現在解体され用地も売却済）

## 組織
- 警務課
- 会計課
- 留置管理課
- 生活安全課
- 地域課
- 刑事第一課
- 刑事第二課
- 交通課
- 警備課

## 交番
- 黒埼交番（新潟市西区大野町3416）
- 内野駅前交番（新潟市西区内野町3988-2）
- 西小針交番（新潟市西区小針が丘2-41）
- 寺尾交番（新潟市西区寺尾東3丁目15-23）
- 浦山交番（新潟市西区浦山4丁目14-17）
- 五十嵐交番（新潟市西区五十嵐1の町6370-3）
- 小新交番（新潟市西区小新4丁目9-25）

## 駐在所
- 越後赤塚駅前駐在所（新潟市西区みずき野2丁目23-16）
- 木場駐在所（新潟市西区金巻2016-3）